# Sainte-Thérence
 Sainte-Thérence  là một xã ở tỉnh Allier thuộc miền trung nước Pháp.